# 도미니크 드로프시
도미니크 드로프시(프랑스어: Dominique Dropsy; 1951년 12월 9일, 피카르디 지방 뢰즈 ~ 2015년 10월 7일, 아키텐 지방 보르도)는 프랑스의 전 프로 축구 선수로, 현역 시절 골키퍼로 활약했다.
그는 17년 동안 리그 1 무대에서 596번의 경기에 출전해, 최다 출전 기록으로 몇 년을 이어갔고, 현역 시절에 리그를 3번 우승했는데, 2번은 보르도에서 달성했다.
드로프시는 프랑스 국가대표팀 일원으로 1978년 월드컵에 참가했다.

## 클럽 경력
엔 주 뢰즈 출신인 드로프시는 발랑시엔에서 1군 무대 신고식을 치렀다. 그는 1971-72 시즌에 19번의 경기에 출전해 디비시옹 2 경기에 출전해 우승을 거두고 소속 구단의 디비시옹 1 복귀에 일조했다.
드로프시는 1973년 여름에 스트라스부르로 이적했다. 드로프시는 라 메노에서 11년을 보내며 매년 최소 31번의 경기에 출전했고, 1978-79 시즌에는 38번의 경기에 전부 출전하며 소속 구단의 사상 첫 리그 우승에 공헌했다.
34세의 드로프시는 보르도로 둥지를 옮겨 은퇴할 때까지 주전 지위를 잃지 않았다. 그는 보르도에서 리그를 2번 더 우승했고, 쿠프 드 프랑스도 2번 트로피 목록에 올렸다. 은퇴 후, 그는 보르도에서 골키퍼 코치로 전향했다.

## 국가대표팀 경력
드로프시는 3년 동안 프랑스 국가대표팀 경기에 17번 출전했다. 그는 1978년 월드컵 발탁 당시 출전하지 않았던 선수였지만, 전 스트라스부르 동료 앙드레 레가 부상으로 빠지면서 발탁되었다. 그는 프랑스의 조기 탈락이 확정된 와중에 조별 리그 최종전에 출전했고, 마르 델 플라타에서의 헝가리전 3-1 승리에 일조했다.

## 사생활
드로프시의 아들 다미앙(1983년생)도 축구 선수로, 골키퍼로 활약했다. 다미앙은 프로 무대에서 활약한 적이 없고, 그가 거둔 가장 큰 성과는 2006년에 보르도와 단기 계약으로 4번째 골키퍼가 된 것이었다.
2012년 다미앙은 올리비에 다앙의 영화 드림팀(Les Seigneurs)에 축구 선수로 출연했다.

## 건강 문제와 최후
2005년에 동맥류를 앓던 드로프시는 2011년 3월에 백혈병 진단을 받았다. 이듬해 완쾌한 후, 향년 63세의 드로프시는 2015년 10월 7일에 보르도에서 영면에 들었다.